# 페루의 세계유산

페루의 세계유산은 유네스코에서 지정한 페루의 세계유산을 일컫는다. 페루는 1982년 2월 24일 유네스코 비준 이후, 9건의 문화유산과 2건의 자연유산, 2건의 복합유산을 보유하고 있다.

## 목록

### 문화유산
| No. | 사진 | 등록명                                | 소재지                                          | 등록년도      | 등록기준          | 유네스코 지정번호 | 비고                          |
| 1   |      | 쿠스코                                | 쿠스코주                                        | 1983년        | (ⅲ), (ⅳ)          | 273               |                               |
| 2   |      | 차빈 고고 유적                        | 앙카시주                                        | 1985년        | (ⅲ)               | 330               |                               |
| 3   |      | 찬찬 고고 유적 지대                   | 라리베르타드주                                  | 1986년        | (ⅰ), (ⅲ)          | 366               | 위험에 처한 세계유산 (1986년) |
| 4   |      | 리마 역사 지구                        | 리마주                                          | 1988년 1991년 | (ⅳ)               | 500               |                               |
| 5   |      | 나스카와 후마나 평원의 선과 지상 그림 | 이카주                                          | 1994년        | (ⅰ), (ⅲ), (ⅳ)     | 700               |                               |
| 6   |      | 아레키파 역사 지구                    | 아레키파주                                      | 2000년        | (ⅰ), (ⅳ)          | 1016              |                               |
| 7   |      | 카랄 - 수페 신성 도시                 | 리마주                                          | 2009년        | (ⅱ), (ⅲ), (ⅳ)     | 1269              |                               |
| 8   |      | 카팍냔 - 안데스의 도로체계            | 페루 볼리비아 아르헨티나 에콰도르 칠레 콜롬비아 | 2014년        | (ⅰ), (ⅲ) (ⅳ), (ⅵ) | 1459              | 6개국 공동 등재               |
| 9   |      | 찬키요 천문 고고학 유적               | 앙카시주                                        | 2021년        | (ⅰ), (ⅳ)          | 1624              |                               |

### 자연유산
| No. | 사진 | 등록명              | 소재지                    | 등록년도 | 등록기준 | 유네스코 지정번호 | 비고 |
| 1   |      | 우아스카란 국립공원 | 앙카시주                  | 1985년   | (ⅶ), (ⅷ) | 333               |      |
| 2   |      | 마누 국립공원       | 마드레데디오스주 쿠스코주 | 1987년   | (ⅸ), (ⅹ) | 402               |      |

### 복합유산
| No. | 사진 | 등록명                   | 소재지     | 등록년도      | 등록기준           | 유네스코 지정번호 | 비고 |
| 1   |      | 마추 픽추 역사 보호 지구 | 쿠스코주   | 1983년        | (ⅰ), (ⅲ), (ⅶ), (ⅸ) | 274               |      |
| 2   |      | 리오 아비세오 국립공원   | 산마르틴주 | 1990년 1992년 | (ⅲ), (ⅶ), (ⅸ), (ⅹ) | 548               |      |

## 지역별 분포
문화유산
 자연유산
 복합유산